# Svatoslav u Třebíče

Svatoslav (deutsch Swatoslau) ist eine Gemeinde in Tschechien. Sie liegt zwölf Kilometer nördlich von Třebíč und gehört zum Okres Třebíč.

## Geographie
Svatoslav befindet sich in einem vom Bach Svatoslavský potok und einem linken Zufluss gebildeten Talkessel im Krischanauer Bergland (Křižanovská vrchovina) im Süden der Böhmisch-Mährischen Höhe. Nördlich erheben sich der Vořenov (620 m) und Hradiště (661 m), der Červený kopec (617 m) und Skalníky (642 m) im Südosten sowie der Smrček (674 m) im Südwesten.
Nachbarorte sind Pouště und Brodek im Norden, Pavlínov und Horní Radslavice im Nordosten, Bochovice und Batouchovice im Osten, Hroznatín im Südosten, Benetice und Čechtín im Süden, Kouty und Horní Smrčné im Westen sowie Radošov und Zátiší im Nordwesten.

## Geschichte
Die erste urkundliche Erwähnung des Dorfes erfolgte im Jahre 1290, als der Abt Martin II. des Benediktinerklosters Třebíč vom Tempelsteiner Komtur Syfrid de Bruno einen Hof kaufte. 1465 verpfändete der Abt Matthäus den Hof an den Lehensmann Vidlák. Dessen Nachkommen hielten den Besitz bis 1490, dann löste Wilhelm II. von Pernstein das Pfand ein und Svatoslav wurde Teil der Herrschaft Třebíč. In der zweiten Hälfte des 16. Jahrhunderts bestand in Svatoslav zwei Mannslehen, die bis 1654 von den Herren von Vidlák, danach von Jiří Kotrba, gehalten wurden. 1678 entstanden anstelle der Mannslehngüter zwei Höfe.
Nach der Aufhebung der Patrimonialherrschaften bildete Svatoslav ab 1850 einen Ortsteil der politischen Gemeinde Bochovice im Bezirk Třebíč. 1869 entstand die Gemeinde Svatoslav, die 1870 445 Einwohner hatte. Am Übergang vom 19. zum 20. Jahrhundert führte die Gemeinde zeitweilig den Namen Svatoslava. Im Jahre 1900 lebten in Svatoslav 450 Menschen. 1925 wurde das Gut Waldsteinruh vom Großgrundbesitz in Třebíč abgetrennt und der Gutsverwaltung in Čechtín angeschlossen. Besitzer waren die Herren von Waldstein-Wartenberg, Montlong und Krečen. 1991 hatte das Dorf 268 Einwohner. Seit 2003 führt die Gemeinde ein Wappen und Banner. Die Gemeinde Svatoslav besteht heute aus 98 Wohnhäusern.

## Gemeindegliederung
Für die Gemeinde Svatoslav sind keine Ortsteile ausgewiesen. Zu Svatoslav gehören die Einschichten Žákův Mlýn (Swatoslauer Mühle) und Zátiší (Waldsteinruh).

## Sehenswürdigkeiten
- Lustschloss Valdštejnovo Zátiší, auch Seč genannt (Waldsteinruh) in Zátiší, erbaut in der zweiten Hälfte des 19. Jahrhunderts für die Grafen von Waldstein-Wartenberg aus einer im 14. Jahrhundert errichteten Feste. 1945 wurde das Schloss enteignet und darin ein Kinderferienlager eingerichtet. Durch in den 1970er und 1980er Jahren erfolgte Umbauten im Stile des „sozialistischen Realismus“ verlor das Schloss seine Attraktivität.
- Kapelle des hl. Benedikt, erbaut in den Jahren 2005–2006 nach Plänen der Architekten Eva Uchytilová und Karel Vaverka aus Třebíč
- denkmalgeschützte Bauerngüter in volkstümlicher Bauweise